# Massacre de Babi Yar
Le massacre de Babi Yar est le plus grand massacre de la Shoah ukrainienne par balles mené par les Einsatzgruppen en URSS : 33 771 Juifs furent assassinés par les nazis et leurs collaborateurs locaux, principalement le 201e bataillon Schutzmannschaft, les 29 et 30 septembre 1941 aux abords du ravin de Babi Yar à Kiev.
D'autres massacres eurent lieu au ravin de Babi Yar dans les mois suivants, faisant entre 100 000 et 150 000 morts, (dont 95 % de Juifs, ainsi que des prisonniers de guerre soviétiques, des communistes, des Roms,, 400 nationalistes ukrainiens et des otages civils) jusqu'à la mise en place en 1942 du camp de concentration de Syrets.
Babi Yar (en français, le « ravin des bonnes femmes » ; en russe : Бабий Яр ; en ukrainien : Бабин Яр, Babyn Yar ; en polonais : Babi Jar) est un lieu-dit de l’ouest de la ville de Kiev (Ukraine) entre les quartiers de Louk'ianivka (Лук'янівка) et de Syrets' (Сирець).
Au fur et à mesure des massacres, les corps ont été progressivement ensevelis dans cette immense fosse commune. Ils ont été exhumés par les Allemands à l’été 1943 et brûlés avant l’arrivée de l’Armée rouge qui regagnait du terrain.
En 1952, les Soviétiques comblent le ravin pour y placer des aménagements urbains divers (routes, immeubles, dépotoir pour les résidus liquides et une usine de briques),. La nature antisémite du massacre est longtemps occultée par l’URSS par souci de cohésion de la république socialiste soviétique d’Ukraine,. Néanmoins, un poème ukrainien en a rappelé l’existence en 1961 et vingt ans plus tard, à l’époque de la perestroïka de Mikhaïl Gorbatchev, les victimes juives du nazisme ont été à nouveau ouvertement évoquées ; il faut attendre les années 1990 et la dislocation de l’URSS pour qu’un mémorial soit implanté sur le lieu des massacres, mémorial qui ouvre en 2001.

## Un contexte particulier: la conquête nazie de l'Union soviétique

### Arrivée de la Wehrmacht en Ukraine
Le 22 juin 1941, plus de trois millions de soldats allemands attaquent le territoire soviétique. En quelques semaines, l’occupation des pays baltes et de la partie orientale de la Pologne est effective. Sur quatre millions de Juifs vivant en URSS au début de l’opération, un million et demi fuient et les autres tombent sous le contrôle des forces nazies. « Babi Yar » marque une étape importante dans le processus d'extermination des Juifs d'Union soviétique qu'a été la « Shoah par balles ». La Wehrmacht a en effet l'ordre de conduire durant l'été 1941, en cent jours, une guerre contre l'« ennemi judéo-bolchévique ». La population est alors divisée en trois catégories :
1. Les nationalistes ukrainiens, notamment de l’OUN(B) de Stepan Bandera dont on recherche la collaboration, notamment dans les actions contre les Juifs et les communistes ;
2. Les membres du NKVD et les Juifs que l'on cherche à exterminer ;
3. Le reste de la population que l'on va chercher à asservir.

C'est au tournant de l'été 1941 que l'extermination des Juifs soviétiques se met en marche notamment par la création des Einsatzgruppen (en français, les « groupes d’intervention », en fait des « unités mobiles de tuerie par balles ») qui sont répartis en quatre « commandos » à l’arrière de l’armée, qui couvrent le front pour « assurer la sécurité des territoires occupés », et qui ont pour mission d’assassiner les Juifs et les commissaires politiques communistes de l’URSS. Chaque commando compte entre cinq cents et mille hommes. Ils sont chargés d’« opérations mobiles de tuerie ». À Kiev, c’est l’Einsatzgruppe C, rattaché au groupe Sud de la Wehrmacht, qui agit.
Le 28 juillet, le Generalmajor de la Wehrmacht Kurt Eberhard ordonne au Höhere SS- und Polizeiführer Friedrich Jeckeln, qui dirige l'Einsatzgruppe C, d'abattre tous les Juifs d'Ukraine occidentale en suivant la progression des chars allemands. Bien que n'ayant alors pas encore reçu de Jeckeln l'ordre officiel d'extermination, c'est dès le début du mois d'août 1941 que le Sonderkommando 4a de l'Einsatzgruppe C se déploie réellement en territoire ukrainien (sous le commandement du SS-Brigadeführer Otto Rasch et de l'Einsatzgruppe 4a du SS-Standartenführer Paul Blobel[pas clair]).

### Massacres préliminaires
C'est la pendaison publique de deux Juifs suivie de la fusillade de quatre cents autres et d'autres civils[Où ?] qui marque le début réel de l'extermination. Aucun secret n’entoure les massacres, contrairement à la discrétion qui prévaut par la suite.

### L'entrée des Allemands à Kiev et le piège soviétique
Le 19 septembre 1941, la Wehrmacht entre dans Kiev, qui compte 400 000 habitants dont 40 000 Juifs contre 930 000 habitants et 224 236 juifs (représentant 26,5% de la population selon le recensement de 1939). 320 000 habitants ont fuit l'encerclement de la ville tandis que 200 000 autres ont été appelés dans l'armée rouge.
Les Panzergruppen allemands ont encerclé Kiev pour enfermer une forte concentration de soldats soviétiques. Le 26 septembre 1941, Kiev est prise et plus de 665 000 soldats soviétiques sont faits prisonniers. À ce moment, une grande partie des Juifs ont pu quitter la ville.
Le régiment du génie de la 37ème armée du général Vlassov (et non le NKVD, comme on le lit encore) présent à Kiev, connaissant la tactique d'occupation des Allemands, a préparé un gigantesque piège. L'armée allemande a pour habitude d'utiliser les installations officielles comme postes de commandement, symbolisant leur prise officielle de pouvoir en s'établissant dans les bâtiments du gouvernement soviétique mais aussi dans les locaux du Parti communiste. Ce faisant, l'unité de génie a dissimulé plus d'une dizaine de milliers de charges explosives et de mines dans la plupart des bâtiments publics et laissé un commando sur place chargé de les faire sauter une fois les Allemands en position dans l'espoir de décimer le commandement de la Wehrmacht de la zone, renouvelant ainsi la longue tradition russe de politique de la terre brûlée.
Les charges sont mises à feu le 24 septembre, déclenchant un gigantesque incendie qui dure cinq jours et tue des milliers de soldats allemands.

« C’était le 24 septembre, vers quatre heures de l’après-midi. L’immeuble de la Kommandantur, avec le Monde des enfants au rez-de-chaussée, sauta. […] Une colonne de feu et de fumée jaillit au coin de la rue Proreznaïa. La foule se mit à courir : les uns fuyant le lieu de l’explosion, les autres, au contraire, accourant pour voir. […] La panique s’empara de la foule. L’avenue Krechtchatik était effectivement en train de sauter. »

— Anatoli Kouznetsov, Babi Yar, éditions Robert Laffont, 2011, p. 83-84
Le général de la Wehrmacht Alfred Jodl témoigne lors de son procès à Nuremberg :

« […] Nous avions à peine occupé la ville, qu’il y eut une suite d’énormes explosions. La plus grande partie du centre-ville était en feu ; 50 000 personnes se trouvaient sans toit. Des soldats allemands furent mobilisés pour combattre l’incendie ; ils subirent d’énormes pertes, car pendant qu’ils luttaient contre le feu, d’autres bombes explosèrent encore… Le commandant de la place de Kiev pensa d’abord que la responsabilité du désastre incombait à la population civile locale. Mais nous avons trouvé un plan de sabotage qui avait été préparé longtemps à l’avance et qui avait listé 50 à 60 objectifs, prévus pour être détruits. Les techniciens ont immédiatement prouvé que le plan était authentique. Au moins 40 autres objectifs étaient prêts à être détruits ; ils devaient sauter grâce à un déclenchement à distance par ondes radio. J’ai eu en mains le plan. »

— Général Alfred Jodl

## Le premier massacre

### Le martyre des Juifs par les nazis
Après les attentats de l’avenue Krechtchatik perpétrés par les agents du NKVD en plein cœur de Kiev à la suite de l'arrivée des troupes allemandes dans la ville, ce sont les Juifs qui sont officiellement tenus pour responsables et qui vont être massacrés à Babi Yar.
Blobel prépare dès le 25 septembre la « grande action », soit la liquidation des Juifs de Kiev. L'enquête de Michaël Prazan dans le chapitre XII de son livre Einsatzgruppen permet de comprendre comment l'extermination des Juifs de Kiev a été à la fois un projet porté par l'administration nazie et un événement contingent qui s'est adapté aux circonstances particulières de l'invasion des nazis en Ukraine, et notamment à l'entrée de la Wehrmacht à Kiev.
Le 28 septembre, un communiqué ordonne à tous les Juifs de Kiev et des environs de se présenter le lendemain, jour de Yom Kippour.

« Tous les Juifs de Kiev et de ses environs devront se présenter le lundi 29 septembre 1941 à 8 heures du matin à l’angle des rues Melnikovskaïa (près des cimetières). Ils devront être munis de leurs papiers d’identité, d’argent, de leurs objets de valeurs, ainsi que de vêtements chauds, de linge, etc.

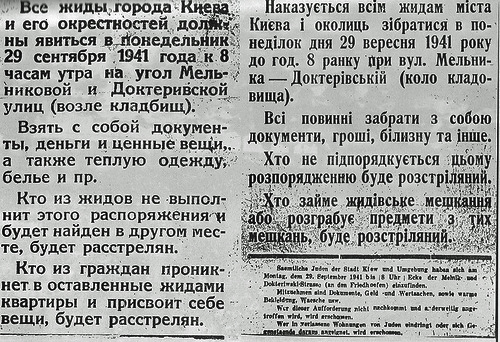
Communiqué du 28 septembre 1941, en russe, ukrainien et allemand.

Les Juifs qui ne se conformeront pas à cette ordonnance et seront trouvés dans un autre lieu seront fusillés.
Les citoyens qui pénétreront dans les appartements abandonnés par les Juifs et s’empareront de leurs biens seront fusillés. »

— Anatoli Kouznetsov, Babi Yar, Robert Laffont, 2011, p. 93
Un certain nombre d'habitants de Kiev, Juifs ou non, pensent qu'il s'agit d'une réquisition de main-d’œuvre ou d'une déportation.

### Le déroulement du massacre

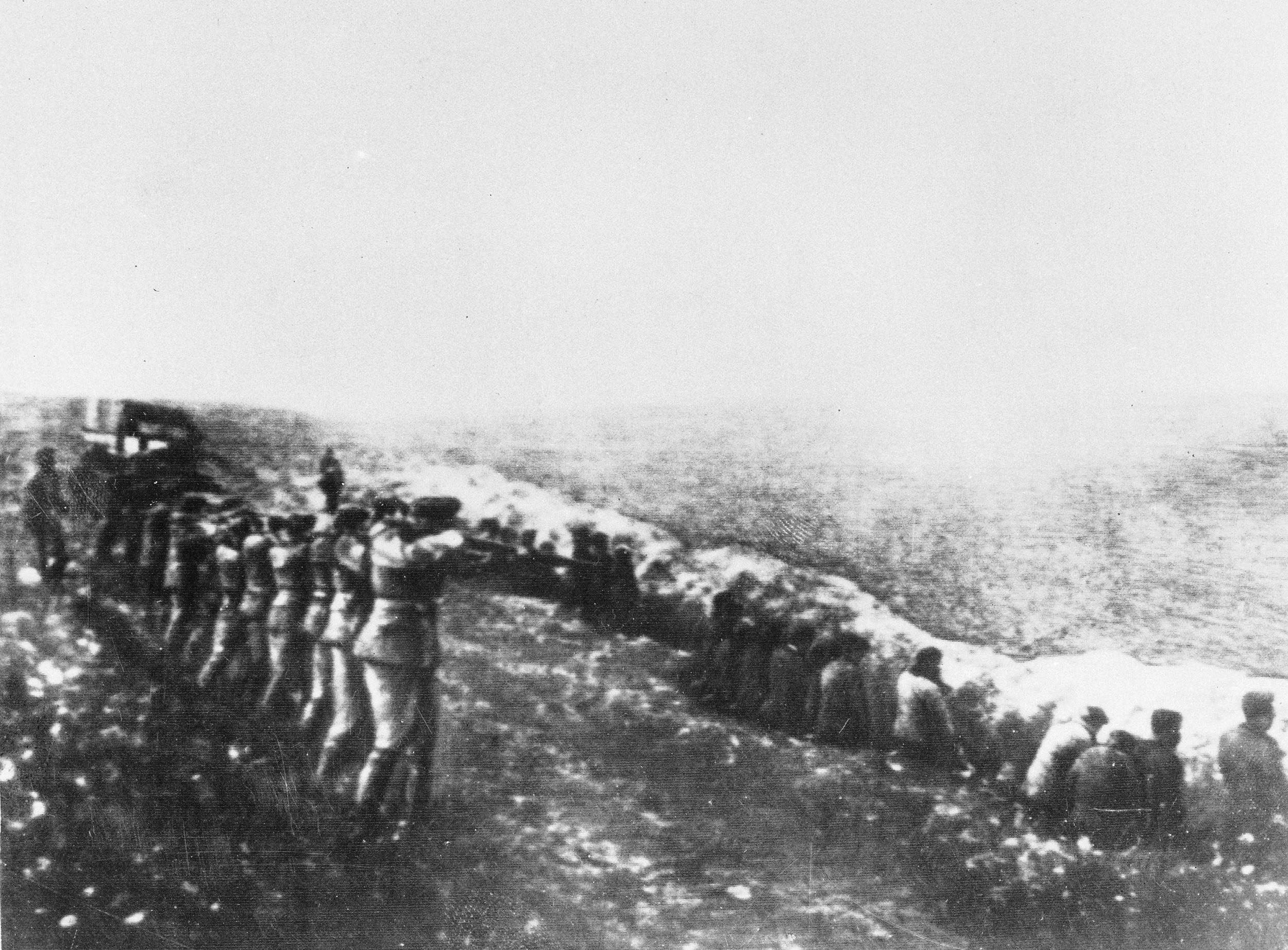
Civils soviétiques abattus dans le dos par des soldats nazis alors qu'ils font face au charnier, pendant le massacre de Babi Yar en 1942.

Les tueurs sont des SS ou des policiers allemands membres du Sonderkommando, dirigé par Paul Blobel, mais aussi des membres de la Waffen-SS, et principalement le 201e bataillon Schutzmannschaft composé en grande partie d’Ukrainiens nationalistes recrutés par les Allemands. D'après l'historien Christian Ingrao, plus de 2 000 tueurs sont impliqués dans le massacre.
Babi Yar est un ravin aux abords de Kiev creusé par une rivière qui devient en deux jours le lieu d’anéantissement par les nazis de la population juive de la ville, dans sa totalité, à l’exception des hommes jeunes recrutés par l’Armée rouge avant l’invasion, et des rares évacués. Des colonnes de Juifs y sont ainsi amenées, brutalisées par les Allemands, forcées de se déshabiller et de s’allonger contre la paroi du ravin de 150 mètres de longueur, 30 mètres de largeur et 15 mètres de profondeur. Dans son ouvrage, Anatoli Kouznetsov recueille le témoignage d’une des survivantes de ce massacre :

« Dina se frayait avec peine un chemin dans la foule, de plus en plus inquiète, et c’est alors qu’elle vit un peu plus loin tout le monde déposer ses affaires : les vêtements, les paquets et les valises dans le tas de gauche, et toutes les provisions à droite.
Les Allemands faisaient avancer les gens par groupe : ils en laissaient passer un, attendaient, puis au bout d’un certain temps en laissaient passer un autre, les comptaient, comptaient … et stop. »

— Anatoli Kouznetsov, Babi Yar, éditions Robert Laffont, 2011, p. 103
Dans son Histoire de la Shoah, George Benssoussan retranscrit le témoignage d’un membre du commando spécial SK4a, Kurt Werner :

« (…) Immédiatement après mon arrivée sur les lieux d’exécution, j’ai dû descendre au fond de ces gorges avec mes camarades. Il n’a pas fallu attendre longtemps avant que les premiers Juifs soient amenés et descendent la pente. Les Juifs devaient se coucher le visage contre la paroi du gouffre. Au fond du gouffre, les tireurs avaient été divisés en trois groupes d’environ douze hommes. Les Juifs étaient tous conduits en même temps aux pelotons d’exécution. Les suivants devaient s’allonger sur les corps de ceux qui venaient d’être exécutés. Les tireurs se mettaient derrière eux et les abattaient d’une balle dans la nuque. Je me souviens encore aujourd’hui qu’ils étaient saisis d’épouvante dès qu’ils arrivaient au bord de la fosse, et apercevaient les cadavres. Beaucoup d’entre eux, terrifiés, ont commencé à crier. »

— Ernst Klee, Willy Dressen, Volker Riess, Pour eux, « c’était le bon temps » la vie ordinaire des bourreaux nazis, Plon, 1990, p. 61
Les Juifs de Kiev se rassemblèrent au lieu ordonné, s'attendant à être embarqués dans des trains : « Comme bien des gens, elle avait cru jusque-là qu’un train les attendait. ». La foule était suffisamment dense pour que la majorité ignorât ce qui se passait en réalité :
« Dans la foule, on percevait des bribes de conversation :

— C’est la guerre, c’est la guerre ! On nous emmène quelque part plus loin où c’est plus tranquille.

— Et pourquoi seulement les Juifs ? »
Ils furent conduits à travers un corridor formé de soldats, roués de coups de crosse, puis forcés à se déshabiller et conduits au bord du ravin et exécutés. « […] ils pénétrèrent dans un long passage ménagé entre deux rangées de soldats et de chiens. Ce couloir était étroit, d'un mètre cinquante environ. Les soldats se tenaient épaule contre épaule, les manches retroussées, et tous étaient armés de matraques en caoutchouc ou de grands bâtons. Et les coups se mirent à pleuvoir ».
Entre le 29 et le 30 septembre 1941, 33 771 Juifs sont mitraillés à Babi Yar au bord d'un ravin,. Environ vingt-deux mille personnes sont tuées dès le premier jour, plus de onze mille le deuxième jour. Les corps sont ensuite recouverts de terre par des prisonniers de guerre soviétiques.
Après les deux jours de massacres, ceux-ci reprennent sur le même site dans les mois qui suivent. Environ 100 000 et 150 000 morts,, y sont tuées au cours des deux années suivantes, dont 95 % de Juifs, ainsi que des prisonniers de guerre soviétiques, des communistes, des Roms, 400 nationalistes ukrainiens et des otages civils).
En août et septembre 1943, Paul Blobel à la tête du Kommando 1005 fait exhumer les corps pour les brûler et les faire ainsi disparaître.

## Après Babi Yar: postérité et mémoire

### Un massacre dans la durée?
Dans les mois qui suivirent, 60 000 exécutions eurent lieu au même endroit de Juifs, Polonais, Tsiganes, Ukrainiens. Parmi eux se trouvait la poète et militante nationaliste ukrainienne Olena Teliha.
Après les exécutions de masse, le camp de concentration de Syrets fut créé près de Babi Yar. Les communistes, résistants et prisonniers de guerre y ont été enfermés. Le nombre de victimes du camp est estimé à 30 000.
Durant les deux années qui suivirent, avant que l’Armée rouge ne reprenne Kiev, Babi Yar continua d’être le lieu d’un massacre obstiné de la part des nazis ; près de cent quarante mille personnes de nationalités variées y furent abattues à la mitrailleuse ou enterrées vivantes : Juifs, Polonais, Tsiganes, opposants aux nazis, malades mentaux, prisonniers de guerre et tous les habitants de Kiev que le hasard des rafles ou les dénonciations destinaient à une disparition sans trace et sans mémoire. Avant leur retraite, les nazis se hâtèrent de brûler les cadavres et de disperser les cendres avant l’arrivée de l’Armée rouge, afin d’anéantir la sépulture des hommes. D’autres ravins eurent d'ailleurs la même fonction à travers les territoires occupés.
Babi Yar est unique dans la Shoah du fait de son échelle : environ vingt-deux mille victimes en moins de douze heures, presque trente-quatre mille en trente-six heures. Ni avant ni après, même à Auschwitz ou Treblinka, les nazis n'ont pu exterminer autant de Juifs en si peu de temps.
Si Auschwitz désigne, à l’Ouest, le symbole de la catastrophe pour les Occidentaux, c’est Babi Yar qui pourrait être, à l’Est, le symbole de l’extermination des Juifs soviétiques.

### L'occultation
Les autorités soviétiques préfèrent occulter le caractère antisémite de cette action ; après la libération de Kiev le 6 novembre 1943, les victimes juives sont présentées comme des « citoyens soviétiques pacifiques » que l’on a assassinés. Dans l’URSS de Staline et de Khrouchtchev, la singularité de la souffrance juive ou arménienne doit être gommée, noyée dans un vécu partagé avec la totalité du peuple soviétique. Il existe donc peu de témoignages et de mémoires de ce massacre à la suite de la vague d’antisémitisme et de censure que fit déferler Staline dès 1948. La mémoire de l’anéantissement des Juifs officiellement effacée devint un thème tabou jusqu'à la perestroïka de Gorbatchev.
L’historien et journaliste Dominique Vidal indique qu'« il a fallu attendre 2001 pour signaler l’appartenance juive des victimes. Du temps de l’URSS, les rares monuments évoquaient des crimes contre les citoyens soviétiques. D’ailleurs, il a fallu attendre le poème d'Evgueni Evtouchenko en 1961 pour que ce massacre sorte de l’oubli. Ce n’était pas par antisémitisme, mais pour ne pas contredire le récit sur la Grande Guerre patriotique. Car cet événement illustra aussi la collaboration d’une forte minorité d’Ukrainiens ».

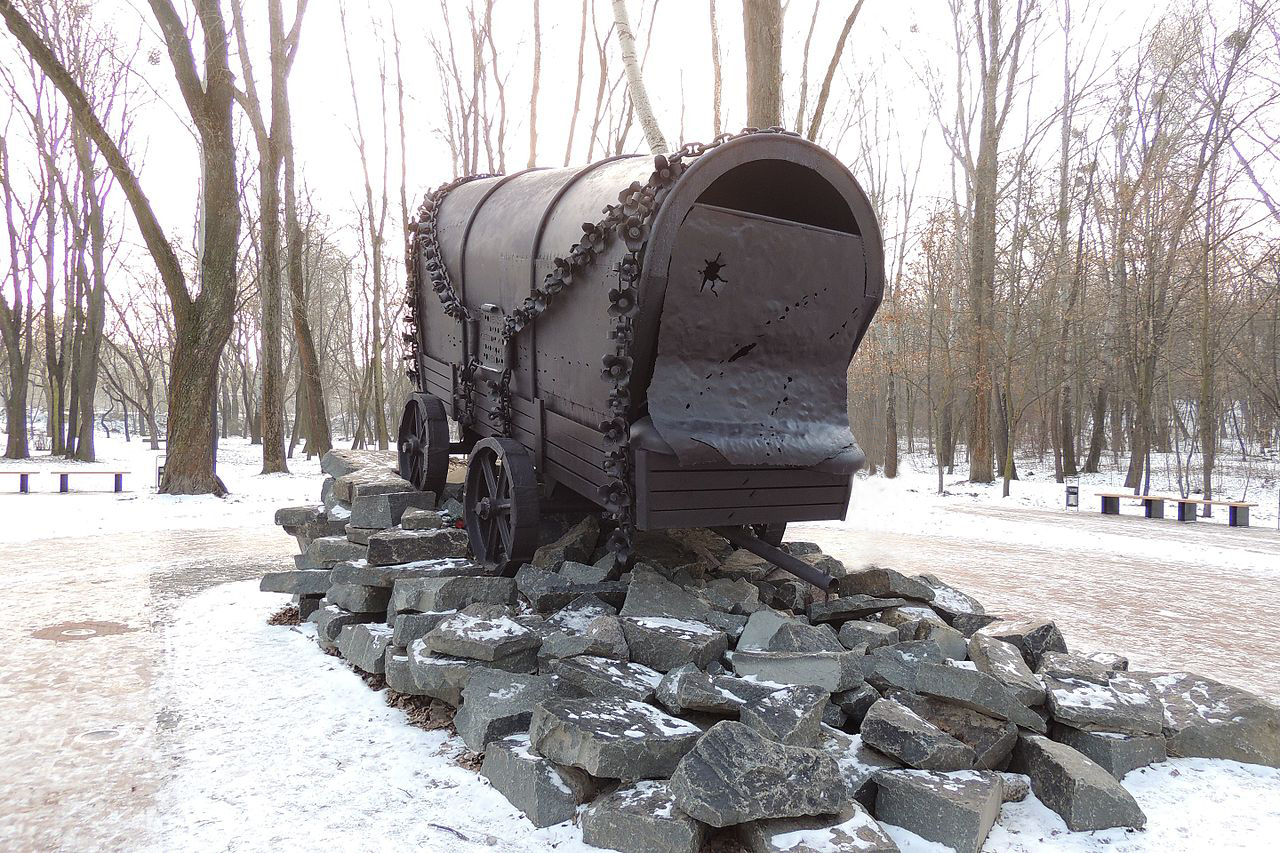
Mémorial pour les Tsiganes massacrés à Babi Yar classé.

Le site a été effacé. Une première tentative en 1961 par déversement dans le ravin d'un mélange d'eau et de boue retenu par une digue dans l'espoir que l'ensemble se solidifierait par décantation aboutit à une catastrophe. La rupture de la digue le 13 mars 1961 engloutit plusieurs centaines de personnes. Après cet échec, le ravin fut comblé par des milliers de tonnes de terre. Un quartier résidentiel traversé par une route à grande circulation s'étend désormais à cet emplacement. Une station de télévision y a été édifiée.
Les gouvernements ukrainiens successifs ont été réticents à entretenir la mémoire du massacre, choisissant au contraire, par anticommunisme ou russophobie, de glorifier l’Organisation des nationalistes ukrainiens (OUN) et l’Armée insurrectionnelle ukrainienne (UPA), décrits comme des combattants de la liberté et des nationalistes en dépit de leur participation à l’Holocauste. En 2015 dans une loi mémorielle, les membres de l’OUN-UPA ont été qualifiés de « combattants pour l’État ukrainien », tandis que d’anciens officiers ukrainiens ayant participé au massacre de Babi Yar ont été célébrés en 2021 avec l’inauguration de plaques commémoratives. Le directeur du Comité juif ukrainien, Eduard Dolinksi, indique que les autorités ukrainiennes souhaitent, ce faisant, célébrer « une lutte qui trouve un écho dans l’affrontement actuel avec la Russie. Mais ce qui n’est pas mentionné, c’est l’idéologie xénophobe et antisémite de l’OUN, qui décrivait les Juifs comme un « corps majoritairement hostile au sein de notre organisme national », ou que la milice de l’OUN-UPA a collaboré et a également massacré 100 000 citoyens polonais, juifs, russes… au nom d’une Ukraine ethniquement pure ».

### La mémoire de Babi Yar

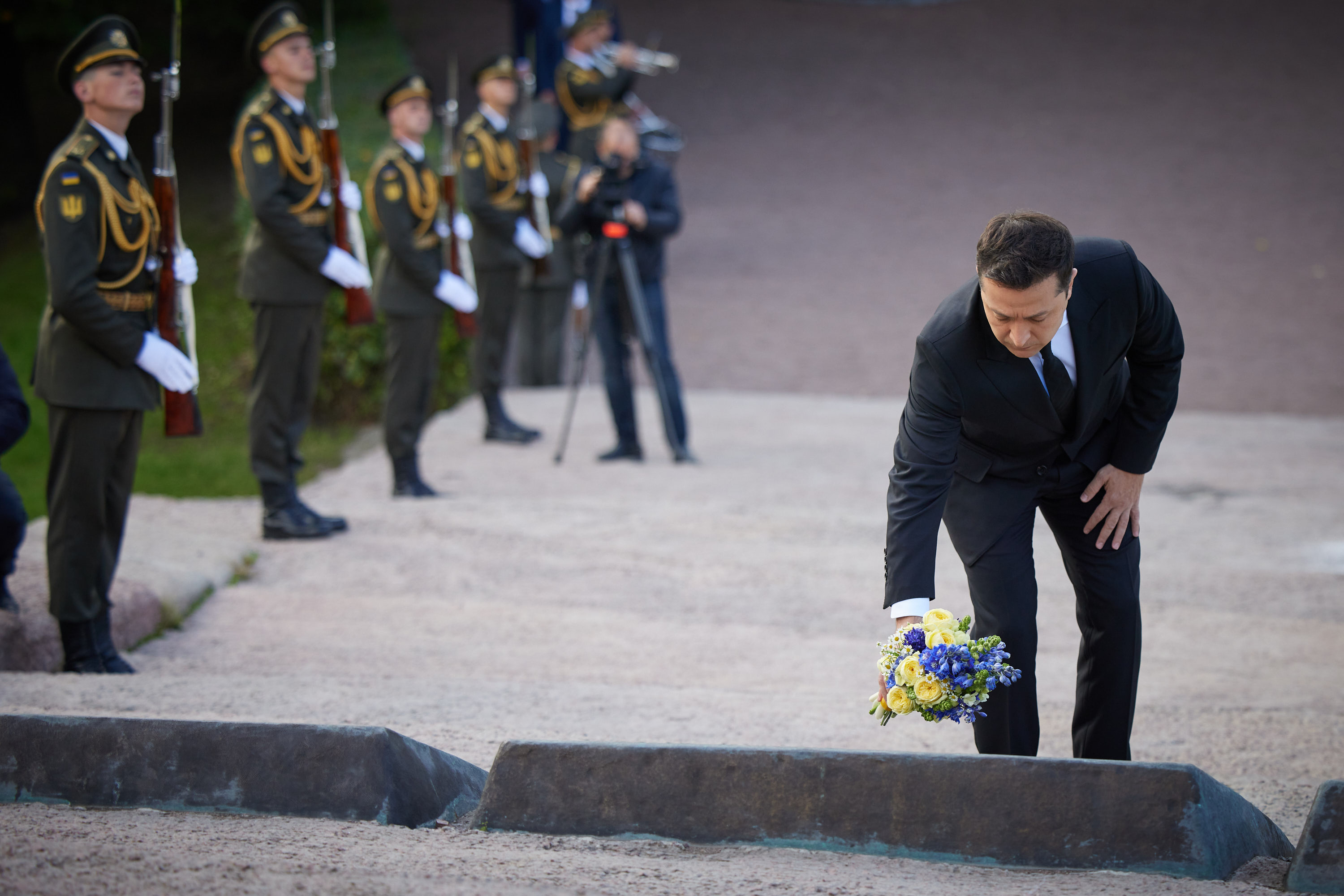
Le 29 septembre 2021, le président ukrainien Volodymyr Zelensky participe à la cérémonie du du massacre de Babi Yar, au mémorial de la Menorah à Kiev.

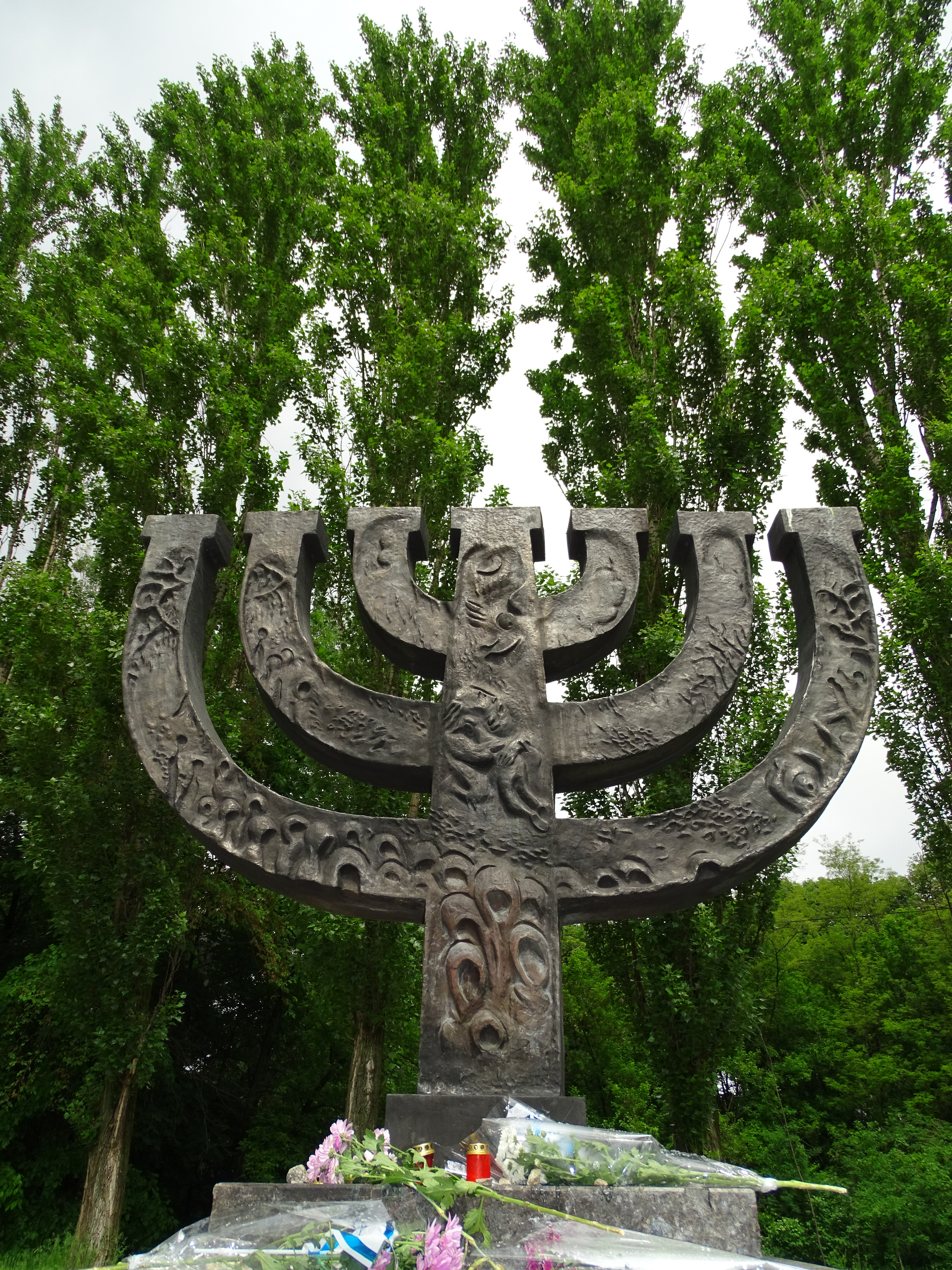
Mémorial de la menorah.

La publication en 1961 de Babi Yar, un poème de Evgueni Evtouchenko (1933-2017), a l’effet d’un électrochoc. En URSS, comme dans le reste du monde, le ravin des bonnes femmes est devenu un symbole. L'impact de ce poème dépasse même les frontières soviétiques : en 1963, un récital des poèmes d'Evtouchenko à la Maison de la Mutualité de Paris accueille plus de cinq mille spectateurs et Babi Yar y rencontre un grand succès.
En 1966, les autorités érigent un monument qui ne mentionne pas les victimes juives et ce n’est qu’en 1991 (après la chute de l'Union soviétique) que le gouvernement ukrainien autorisa la création d'un monument spécifique aux victimes juives, monument qui fut inauguré en septembre 2001. D'autres monuments furent érigés par la suite, quelquefois de simples croix, dédiés aux nationalistes ukrainiens, aux enfants ou à deux prêtres orthodoxes exécutés par les nazis. Un monument fut également mis en place pour rappeler le massacre de nombreux Tziganes après de nombreuses péripéties tant financières qu'administratives. D'ailleurs, depuis 1990, la médaille de « Juste de Babi Yar » récompense les personnes qui ont porté secours aux Juifs condamnés à mort dans l'extermination de Babi Yar. Quatre cents personnes ont reçu cette médaille à ce jour.
En 2016, le président ukrainien Petro Poroshenko, en collaboration avec des personnalités publiques et des philanthropes, lance la création du premier centre de commémoration de l’Holocauste de Babi Yar. L'ouverture du centre est prévu à Kiev, en Ukraine en 2026,.
Le 29 septembre 2021, à l'occasion du 80e anniversaire du massacre, tous les établissements scolaires d'Ukraine tiennent une leçon consacrée à cet évènement. Le 9 octobre est inauguré un « Mur des Pleurs en cristal » de 40 mètres de long, créé par Marina Abramović, en présence des présidents Allemand et Israélien,.
La municipalité de Kiev, après la révolution de la Dignité, a rebaptisé l'artère qui mène au site de Babi Yar — l'avenue de Moscou en avenue Stepan Bandera. Le tribunal administratif de Kiev avait ordonné à la commune de revenir sur ce changement mais la cour d'appel avait fait droit au recours de la mairie.
Arno Klarsfeld a dénoncé le changement de nom de rues, qui mènent de Kiev à Babi Yar, en Stepan Bandera et en Roman Shukhevych.

### Réception culturelle

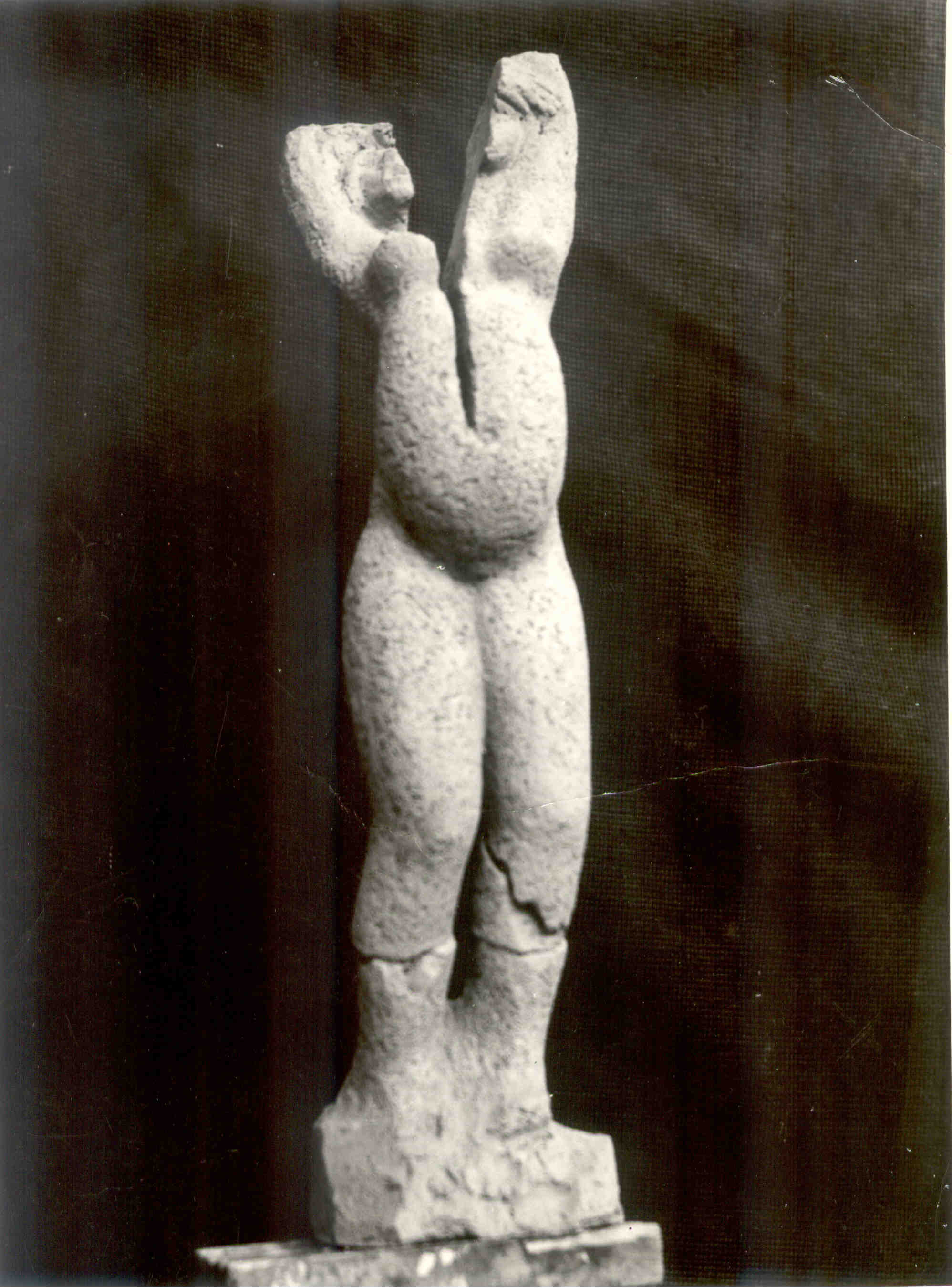
Babi Yar, sculpture de Valentin Galotchkine (1964), commémorant le massacre.

Le massacre a profondément marqué la production culturelle soviétique et ex-soviétique qui a cherché à laisser des traces de ce qui a représenté l'horreur de la Shoah au sein de l'URSS.
- Dès 1945, le compositeur ukrainien Dmitri Klebanov rendait hommage aux victimes du massacre de Babi Yar en leur consacrant sa Symphonie no 1. Mal accueillie par les autorités, cette œuvre, comme la quasi-totalité des suivantes, fut laissée à l'écart du répertoire diffusé et enregistré dans l'ancienne Union soviétique. De plus, les poèmes d'Evgueni Evtouchenko seront repris intégralement dans la Symphonie no 13 opus 113 de Dmitri Chostakovitch, dite « Babi Yar », pour orchestre, basse et chœur d’hommes, créée à Moscou le 18 décembre 1962 sous la direction de Kirill Kondrachine, dans des conditions rocambolesques (la basse initialement retenue ayant été priée de ne pas l'interpréter le jour même et Evgueni Mravinski ayant refusé d'en être le chef d'orchestre). Néanmoins, le régime soviétique trouvait ces poèmes trop crus (et trop « juifs ») et a demandé une révision de la symphonie à Chostakovitch. La partition originale fut mise à l'index jusqu'à la mort du compositeur mais une version « auto-censurée » par Evtouchenko fut néanmoins enregistrée par le même Kirill Kondrachine en 1967[42].
- En 1966, la revue soviétique Iounost publie le « roman-document » d'Anatoli Kouznetsov, Babi Iar, traduit l'année suivante et publié en France sous ce titre par les Éditeurs français réunis[43], dirigés par Louis Aragon et Madeleine Braun. Ce récit complété par les passages supprimés par la censure dans la version de 1966 et par des commentaires de l'auteur est traduit en français en 1970 et réédité en 2011.
- Le début du massacre de Babi Yar est représenté dans l'épisode 2 de la mini-série télévisée Holocauste (1978).
- En 1981, l'écrivain anglais D. M. Thomas évoque longuement le massacre de Babi Yar dans un chapitre de son roman The White Hotel (L’Hôtel blanc).
- Jonathan Littell, dans son roman Les Bienveillantes (2006), décrit les réactions de son narrateur, l’officier SS Max Aue, face à ce massacre[44].
- En 2021, Sergueï Loznitsa réalise un documentaire Babi Yar. Contexte[45].

## Sources

### Tribunal de Nuremberg
- Réquisitoire du procureur soviétique au Tribunal de Nuremberg, Procès des grands criminels de guerre devant le Tribunal militaire international, Texte officiel en langue française, t. VII, Nuremberg, 1947. L'édition anglaise Trial of the Major War Criminals before the International Military Tribunal, t. VII, Nuremberg, 1947 (voir p. 555-556) est consultable sur le site de la Library of Congress. Le fichier étant très volumineux, on pourra préférer le site de la Yale Law School.
- Rapport d'incidents 106 des Einsatzgruppen, en date du 7 octobre 1941, document de Nuremberg R-102, reproduit dans Procès des grands criminels de guerre devant le Tribunal militaire international, Texte officiel en langue française, t. XXXVIII, Nuremberg, 1949, p. 279-303, spéc. 292-293 ; édition anglaise Trial of the Major War Criminals before the International Military Tribunal, t. XXXVIII, p. 292-293, consultable sur le site de la Library of Congress.

### Monographie
- Anatoli Kouznetsov, Babi Yar, éditions Robert Laffont, 2011  (ISBN 978-2221127032) (450 p.)

### Ouvrages généraux
- Ilya Ehrenbourg et Vassili Grossman, Le Livre noir, Arles, Actes Sud, 1995.
- Christopher Browning, Politique nazie, travailleurs juifs, bourreaux allemands, Les Belles-lettres, 2002.
- Richard Rhodes, Extermination : la machine nazie. Einsatzgruppen à l'Est, 1941-1943, Éditions Autrement, 2004.
- Michaël Prazan, Einsatzgruppen, Seuil, 2010, chapitre XII : Babi Yar.
- Timothy Snyder, Terres de sang : L'Europe entre Hitler et Staline, Gallimard, 2012.
- Luba Jurgenson, « Le massacre de Babi Yar (1941) » in Korine Amacher, Eric Aunoble, Andrii Portnov, Histoire partagée, mémoires divisées : Ukraine, Russie, Pologne, Antipodes, 2021.

### Autres
- Jonathan Littell et Antoine d'Agata, Un endroit inconvénient, Gallimard, 2023.
- « Babi Yar : un mémorial, des mémoriaux… », sur K. Les Juifs, l’Europe, le XXIe siècle, 29 septembre 2021
- Jean-Marie Chauvier, « Dans les fosses de Babi Yar », sur Le Monde diplomatique, 1er août 2007.

## Filmographie
- Sergei Loznitsa, Babi Yar. Contexte, 2022.